# 게디미나스 키르킬라스

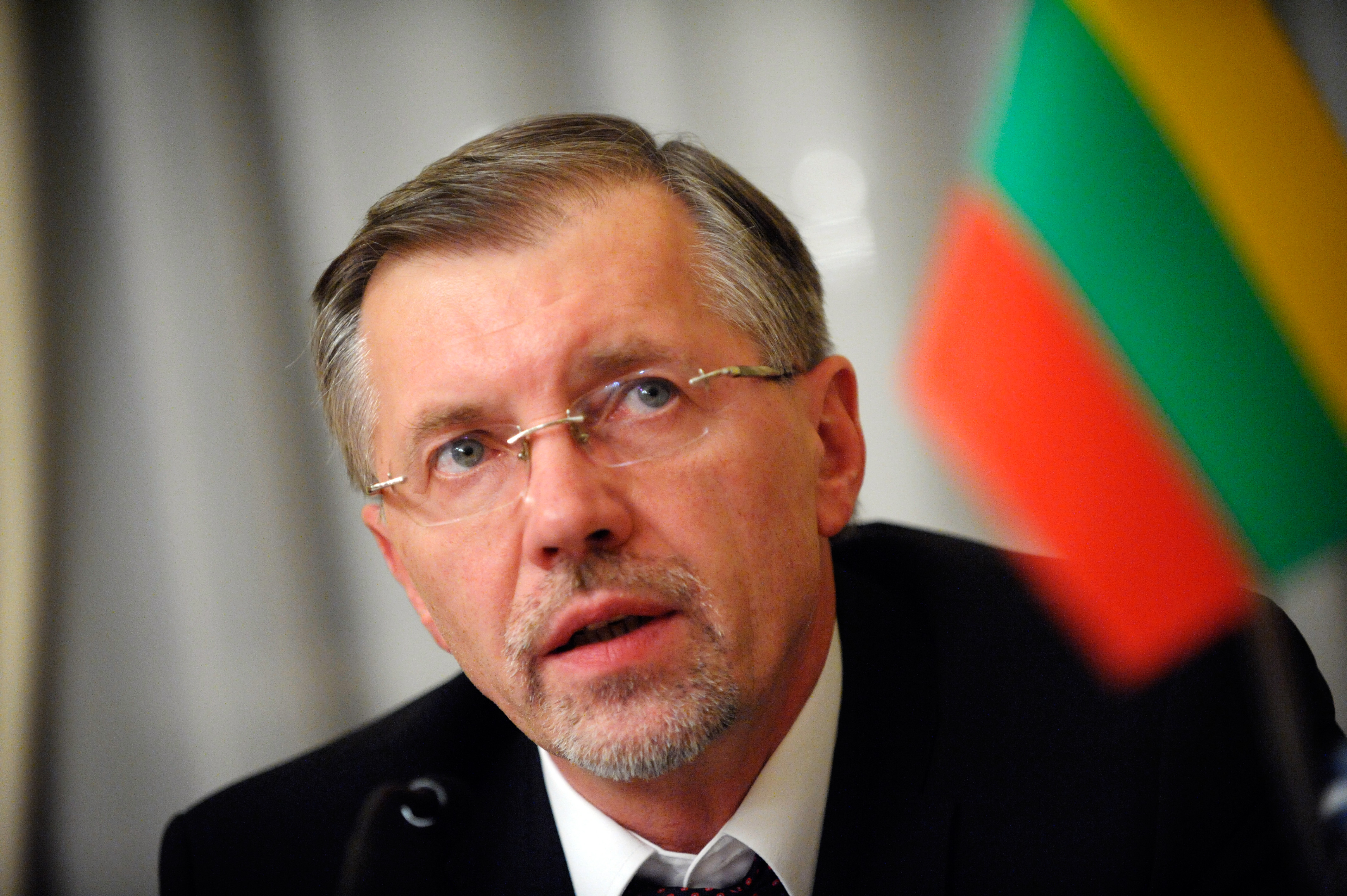
게디미나스 키르킬라스

게디미나스 키르킬라스(Gediminas Kirkilas, 1951년 8월 30일~2024년 4월 20일)는 리투아니아의 리투아니아 사회민주당 소속 정치인으로, 2006년부터 2008년까지 리투아니아의 총리를 지냈다. 소련 리투아니아 SSR 빌뉴스 출생이다.